# Umaru Yar'Adua
Umaru Musa Yar'Adua, né le 16 août 1951 à Katsina et mort le 5 mai 2010 à Abuja, est un homme d'État nigérian, président de la République du 29 mai 2007 au 5 mai 2010. Il était membre du Parti démocratique populaire (PDP), le principal parti politique nigérian.
Umaru Yar'Adua est gouverneur de l'État de Katsina du 29 mai 1999 au 29 mai 2007.

## Études
Umaru Yar'Adua suit des études de chimie à l'université Ahmadu Bello, située à Zaria. Après ses études, il commence à enseigner.

## Gouverneur
Umaru Yar'Adua prend ses fonctions de gouverneur de l'État de Katsina le 29 mai 1999. Il reste la plupart du temps dans son État et ne s'aventure pas dans l'arène politique nationale.
Umaru Yar'Adua est le frère de Shehu Musa Yar'Adua, un ancien général et millionnaire, ami du président Olusegun Obasanjo.

## Carrière politique
Umaru Yar'Adua dépose sa candidature à l'investiture du PDP pour l'élection présidentielle d'avril 2007. Lors de la primaire interne au PDP du 16 décembre 2006, Yar'Adua est choisi par les 4 000 délégués du PDP. Il reçoit 3 024 voix, devançant aisément les 11 autres candidats.

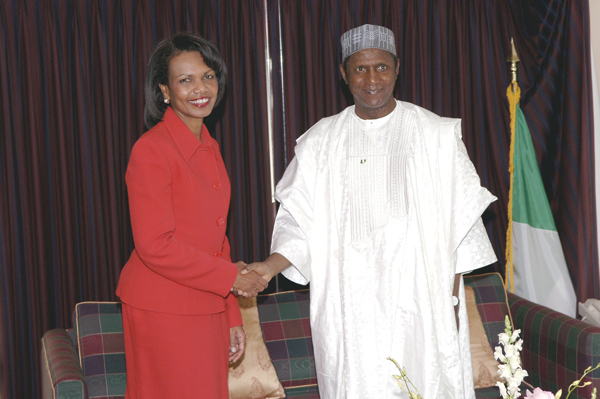
Umaru Yar'Adua et Condoleezza Rice, le 27 septembre 2007.

La victoire d'Umaru Yar'Adua, personnalité politique locale et sans charisme, est due en grande partie au soutien du président Obasanjo, qui a arraché le soutien d'hommes politiques influents,. Selon un représentant de l'International Crisis Group, « S'il y avait eu un fonctionnement démocratique normal, il n'y aurait eu aucune chance qu'il [Yar'Adua] soit élu ».
Lors de l'élection présidentielle, les Nigérians élisent Yar'Adua au poste de président et son colistier le gouverneur de l'État de Bayelsa, Goodluck Jonathan au poste de vice-président. La plupart des observateurs considèrent l'élection d'Umaru Yar'Adua comme extrêmement frauduleuse, même au regard des standards africains,. Ces fortes critiques des observateurs n'a pas empêché les pays occidentaux de reconnaître la victoire de Yar'Adua. Il est investi président de la République le 29 mai et prête serment le 30 mai 2007. Il succède ainsi à Olusegun Obasanjo.

## Maladie et mort
Du 23 novembre 2009 au 23 février 2010, il est absent du pays pour se faire soigner en Arabie saoudite et ne reprend pas ses fonctions à son retour, étant vraisemblablement en très mauvais état de santé. L'intérim de la présidence est alors assuré par le vice-président Goodluck Jonathan à partir du 10 février 2010,.
Yar'Adua meurt à son domicile le 5 mai 2010, à l'âge de 58 ans, des suites de la longue maladie cardiaque qui l'avait tenu éloigné de la vie politique pendant plus de six mois. Il est enterré le lendemain, dans l'État de Katsina, dans le Nord, d'où il est originaire. Goodluck Jonathan décrète sept jours de deuil national et lui succède officiellement le 6 mai, après avoir prêté serment.